# Мілан (ім'я)
Мілан (Milan) — слов'янське чоловіче ім'я, особливо популярне на Балканах, у центральній та південній Європі. 
Походить від слов'янського кореня "міл", "милувати" (любити, кохати). Мілан був спочатку зменшувальним варіантом для тих, чиї слов'янські імена починались з "Міл-". 
Більш за все поширене у чехів і сербів, часто трапляється в Македонії, Хорватії, Словенії та Болгарії, а також в Угорщині. Має поширення і в Україні, особливо на Закарпатті.
Також це ім'я було в реєстрі 20 найкращих імен для хлопчиків, що народилися у Словаччині 2004 року. Воно було восьмим найпопулярнішим ім'ям для хлопчиків, що народилися в Нідерландах в 2007 році, і сьомим — у Фландрії в 2009 році.

## Відомі особи
- Мілан Обренович, князь Сербії Мілан IV (1868—1882), король Сербії Мілан І (1882–1889)
- Мілан Барош, чеський футболіст
- Мілан Годжа, прем'єр-міністр Чехословаччини (1935—1938)
- Мілан Мартич, сербський політик, президент Республіки Сербська Країна (1994-1995)
- Мілан Лучич,  канадський хокеїст сербського походження
- Мілан Бандич, хорватський політик, мер Загреба
- Мілан (Шашік), греко-католицький єпископ Мукачівський.
- Мілан Кучан, словенський політик, 1-й президент Словенії
- Мілан Кундера, всесвітньо відомий чесько-французький письменник, поет, драматург